# Capitalist Realism
Capitalist Realism: Is There No Alternative? é um livro de 2009 do teórico britânico Mark Fisher, publicado pela Zero Books. Foi lançada a tradução Realismo Capitalista: É mais fácil imaginar o fim do mundo do que o fim do capitalismo? em 2020, no Brasil, pela Autonomia Literária. Ele explora o conceito de "realismo capitalista" de Fisher, que ele usa para descrever "o sentido generalizado de que não apenas o capitalismo é o único sistema político e econômico viável, mas também de que agora é impossível até mesmo imaginar uma alternativa coerente a ele".
O livro investiga o que Fisher descreve como os efeitos generalizados da ideologia neoliberal na cultura popular, trabalho, educação e saúde mental na sociedade contemporânea. O realismo capitalista foi um sucesso inesperado e influenciou uma série de escritores.
O subtítulo se refere ao slogan pró-mercado da primeira-ministra britânica Margaret Thatcher, "Não há alternativa".

## Definição
Indiscutivelmente e amplamente considerado como a ideia mais prolífica de Mark Fisher, o realismo capitalista é uma estrutura ideológica para ver o capitalismo e seus efeitos na política. Fisher escreveu extensivamente sobre o assunto com seu pseudônimo "k-punk" e seu próprio nome. Ele deu frequentemente entrevistas sobre o assunto com blogueiros políticos e pensadores que expandiram sua definição do conceito.
De acordo com Fisher, a citação "é mais fácil imaginar o fim do mundo do que o fim do capitalismo", atribuída a Fredric Jameson e Slavoj Žižek, engloba a essência do realismo capitalista. O realismo capitalista é vagamente definido como a concepção predominante de que o capitalismo é o único sistema econômico viável e, portanto, não pode haver alternativa imaginável. Fisher compara o realismo capitalista a uma "atmosfera generalizada" que afeta áreas de produção cultural, atividade político-econômica e pensamento geral.
O realismo capitalista, como eu o entendo, não pode ser confinado à arte ou à propaganda. É mais como uma atmosfera generalizada, condicionando não apenas a produção da cultura, mas também a regulamentação do trabalho e da educação, e agindo como uma espécie de barreira invisível que restringe o pensamento e a ação.

### Pós-política, imobilização e degradação da memória
O realismo capitalista propaga uma ideia do pós-político, em que a queda da União Soviética solidificou o capitalismo como o único sistema político-econômico eficaz e removeu a questão da dissolução do capitalismo de qualquer consideração política. Isso subverteu a arena da discussão política de uma em que o capitalismo é um dos muitos meios potenciais de operar uma economia, para uma em que as considerações políticas operam apenas dentro dos limites do sistema capitalista. Da mesma forma, dentro do quadro do realismo capitalista, os movimentos anticapitalistas convencionais deixaram de promover sistemas alternativos e passaram a mitigar os piores efeitos do capitalismo.
O realismo capitalista não afirma que o capitalismo é um sistema perfeito, mas sim que é o único sistema que pode operar de uma forma compatível com a natureza humana e as leis econômicas. Ao promover a ideia de que o desejo humano inato só é compatível com o capitalismo, qualquer outro sistema que não seja baseado na acumulação pessoal de riqueza e capital é visto como contrário à natureza humana e, por extensão, impossível de implementar.
Fisher argumenta que os resgates bancários após a crise econômica de 2008 foram um exemplo por excelência do realismo capitalista em ação, argumentando que os resgates ocorreram em grande parte porque a ideia de permitir que o sistema bancário falisse era inimaginável para os políticos e a população em geral. Devido ao valor intrínseco dos bancos ao sistema capitalista, propõe Fisher, a influência do realismo capitalista fez com que tal falência nunca fosse considerada uma opção. Como consequência, observa Fisher, o sistema neoliberal sobreviveu e o realismo capitalista foi mais uma vez validado. Fisher classifica o atual estado de realismo capitalista no sistema neoliberal nos seguintes termos:
Os únicos agentes poderosos que influenciam políticos e gestores na educação são os interesses comerciais. Tornou-se muito fácil ignorar os trabalhadores e, em parte por causa disso, os trabalhadores se sentem cada vez mais desamparados e impotentes. O ataque coordenado aos sindicatos por grupos de interesse neoliberais, juntamente com a mudança de uma organização da economia fordista para uma pós-fordista – o movimento em direção à precarização, produção just-in-time, globalização – corroeu a base de poder dos sindicatos [e portanto, a força de trabalho].

### Relação com o neoliberalismo
Fisher considera o realismo capitalista emergindo de um impulso proposital da direita neoliberal para transformar as atitudes da população em geral e da esquerda em relação ao capitalismo e, especificamente, à forma pós-fordista de capitalismo que prevaleceu ao longo da década de 1980. A relativa incapacidade da esquerda política de apresentar um modelo econômico alternativo em resposta à ascensão do capitalismo neoliberal e à simultânea era reaganômica criou um vácuo que facilitou o nascimento de um sistema realista capitalista. O colapso da União Soviética, que Fisher acredita ter representado o único exemplo real de um sistema não capitalista em funcionamento, cimentou ainda mais o lugar do realismo capitalista tanto politicamente quanto na população em geral, e foi saudado como a vitória final decisiva do capitalismo. De acordo com Fisher, em uma era pós-soviética, o capitalismo desenfreado foi capaz de reformular a história em uma narrativa capitalista na qual o neoliberalismo foi o resultado de uma progressão natural da história e até mesmo incorporou o ápice do desenvolvimento humano.
Apesar do fato de que o surgimento do realismo capitalista está ligado ao nascimento do neoliberalismo, Fisher é claro ao afirmar que o realismo capitalista e o neoliberalismo são entidades separadas que simplesmente se reforçam. De acordo com Fisher, o realismo capitalista tem o potencial de sobreviver ao fim do capitalismo neoliberal, embora Fisher afirme que o oposto não seria verdadeiro. O realismo capitalista é inerentemente antiutópico, pois afirma que, independentemente das falhas ou externalidades, o capitalismo é o único meio de operação possível. O neoliberalismo, inversamente, glorifica o capitalismo, retratando-o como o provedor dos meios necessários para buscar e alcançar condições socioeconômicas quase utópicas. Desta forma, o realismo capitalista pacifica a oposição às projeções excessivamente positivas do neoliberalismo, enquanto o neoliberalismo neutraliza o desespero e a desilusão central para o realismo capitalista com suas reivindicações utópicas.

## Efeitos
De acordo com Fisher, o realismo capitalista conquistou tanto o pensamento público que a ideia de anticapitalismo não mais atua como a antítese do capitalismo. Em vez disso, é implantado como um meio de reforçar o capitalismo. Isso é feito por meio da mídia que visa fornecer um meio seguro de consumir ideias anticapitalistas sem realmente desafiar o sistema. A falta de alternativas coerentes, conforme apresentadas através das lentes do realismo capitalista, leva muitos movimentos anticapitalistas a deixarem de visar o fim do capitalismo, mas em vez disso mitigar seus piores efeitos, muitas vezes por meio de atividades baseadas no consumo individual, como o Product Red.
Com relação às opiniões públicas sobre o capitalismo, Fisher cunhou o termo 'impotência reflexiva', que descreve um fenômeno onde as pessoas reconhecem a natureza imperfeita do capitalismo, mas acreditam que não há meios de efetuar mudanças. De acordo com Fisher, essa inação leva a uma profecia autorrealizável, bem como a um tributo negativo em sua saúde mental.
Fisher identifica um desejo popular generalizado por uma esfera pública que opere fora do estado e livre dos indesejáveis "acréscimos de capital". No entanto, ele afirma que é o estado sozinho que tem sido capaz de manter arenas públicas contra o impulso capitalista para a privatização em massa. O pensamento popular neoliberal apoia a destruição das esferas públicas em favor da privatização das instituições públicas, como educação e saúde, partindo do pressuposto de que o mercado melhor determina as necessidades públicas. Nesse sentido, Fisher também levanta a ideia de 'ontologia de negócios', que é a ideologia capitalista em que propósitos e objetivos são entendidos exclusivamente em termos de negócios. Postula ainda que no caso de condições sociais uniformemente orientadas para os negócios não há lugar para o público e sua única chance de sobrevivência é por meio da extinção do quadro empresarial nos serviços públicos. Assim, um tópico frequente dos escritos de Fisher é o futuro da esfera pública em face da ontologia empresarial neoliberal e como ela poderia ser na ausência de uma indústria estatal centralizada.

### Realismo
O aspecto 'realismo' do realismo capitalista e sua inspiração - realismo socialista – é baseado na distinção de Jacques Lacan entre  o Real e 'realidades', como o realismo capitalista, que são entendimentos de mundo ideologicamente baseados que rejeitam fatos externos de suas interpretações. Fisher postula que um apelo ao Real que é suprimido pelo realismo capitalista pode começar a desconstruir a difusão da ideologia. Fisher aponta áreas como mudança climática, saúde mental e burocracia que podem ser destacadas para mostrar as fraquezas e lacunas no realismo capitalista.
Na esteira do trabalho de Fisher, outros teóricos críticos na academia e na blogosfera política empregaram o realismo capitalista como estrutura teórica.